# Aeroportul Baucau
Aeroportul Baucau (IATA: BCH, ICAO: WPEC) este un aeroport din Baucau Municipality⁠(d), Timorul de Est ce deservește zona Baucau⁠(d). A fost numit după zona deservită.
Situat la o altitudine de 542 m, aeroportul dispune de o singură pistă.